# 英格兰的公国
英格兰现今有两个公国：兰开斯特公国和康沃尔公国。与英国历史上的公国不同，虽然这两个公国起源于兰开斯特和康沃尔的伯爵领，但它们今日不再联系于某一特定的地理区域。相反，它们是受议会法案监管的王室法人机构，拥有公司或信托机构的部分权力。公国受1838年兰开斯特公国和康沃尔公国法案监管。
公国主要投资于土地項目，收入分别由兰开斯特公爵（現任公爵為英王查爾斯三世）和康沃尔公爵（現任公爵為威爾斯親王威廉王子）享有。

## 兰开斯特公国
兰开斯特公国拥有约46,500英亩(188平方公里)土地，包括兰开斯特堡，由一位大臣管理。兰开斯特公爵领地事务大臣通常是英国内阁的成员。兰开斯特公国的收入归兰开斯特公爵所有，这一爵位自1413年以来一直由在位君主拥有。

## 康沃尔公国
康沃尔公国的主要活动是管理其在英格兰的土地，总面积达13.5万英亩，即550平方公里，包括超过2%的康沃尔郡的土地。公国的主要地产位于别处，一半位于德文郡的达特穆尔，其余大部分位于康沃尔郡、赫里福德郡、萨默塞特郡以及几乎整个锡利群岛。公国还有一个金融投资组合。康沃尔公国的收入归康沃尔公爵所有(也就是现在的威廉王子)。英国在位君主的长子在出生时或父母继承王位时继承康沃尔公爵的爵位及公国，但不得为个人利益出售资产，成年之前的权利和收入有限。如果君主没有子女，君主本人拥有公国的权利和责任，但不拥有公爵头衔。截至2013年3月31日的财年,公国价值7.63亿英镑，年度利润为1900万英镑，收入盈余比前一年增长4.1%。